# Monster Bash
Monster Bash is een computerspel ontwikkeld en uitgegeven door Apogee Software voor DOS. Het platformspel is uitgekomen op 9 april 1993.
Een heruitgave van het spel kwam in 2014 beschikbaar op het online spelplatform GOG.com.

## Plot
De hond van Johnny Dash is hondvoerd door de boosaardige schurk Count Chuck. Johnny gaat op avontuur om zijn hond Tex te redden en krijgt daarbij hulp van het bedmonster en Frank Rat. Tijdens zijn zoektocht komt hij erachter dat er nog vele andere huisdieren zijn gevangen door Count Chuck.

## Spel
Het spel bevat 28 levels met een horrorthema. Johnny kan snoep verzamelen om extra punten te krijgen en voorwerpen en power-ups gebruiken die in het veld zijn te vinden. In elk level moet Johnny alle gevangen dieren loslaten uit hun kooi om door te kunnen gaan naar het volgende level. Aan het eind van een hoofdstuk moet hij tegen een eindbaas vechten.